# Constantin Ier de Géorgie
Pour les articles homonymes, voir Constantin Ier.

Constantin Ier de Géorgie (en géorgien : კონსტანტინე I, Konstantine I ; 1369-1412) est un roi de Géorgie de 1405 à 1412.

## Biographie
Constantin est le fils du roi Bagrat V de Géorgie et de sa seconde épouse Anne Comnène, fille de l’empereur de Trébizonde, Alexis III. Il devient roi après la mort de son demi-frère aîné Georges VII de Géorgie. L’année suivante, il associe ses trois fils au trône.
La mort de Tamerlan et le conflit de succession entre ses héritiers mettent fin aux dévastations dont la Géorgie a souffert pendant les règnes précédents. Le roi doit toutefois faire face aux incursions des Turcomans Qara Qoyunlu (« Mouton noir »). Il lève une armée de 2 000 hommes pour soutenir dans ce combat son allié le Chirvanchah Ibrahim mais il est défait et exécuté en 1412 à la bataille de Chalagan par Kara Youssouf, chef de la confédération Qara Qoyunlu.

## Mariage et descendance
Constantin Ier épouse Natéla ou Natia, morte religieuse sous le nom de Nino après 1412, fille du prince Koutsna II Khourtsidzé, dont :
- Alexandre Ier, co-roi (1408-1412) puis roi de Géorgie ;
- Bagrat, co-roi de Géorgie (1408-1412), père de Thamar-Darie (morte après 1510), épouse en 1445 du roi Georges VIII de Géorgie ;
- Georges, mort entre 1435 et 1446, co-roi de Géorgie (1408-1412).

## Sources
- Cyrille Toumanoff, Les dynasties de la Caucasie chrétienne de l'Antiquité jusqu'au XIXe siècle : Tables généalogiques et chronologiques, Rome, 1990, p. 139.
- Alexandre Manvelichvili, Histoire de la Géorgie, Paris, Nouvelles Éditions de la Toison d'Or, 1951, 476 p., p. 254.
- Nodar Assatiani et Alexandre Bendianachvili, Histoire de la Géorgie, Paris, l'Harmattan, 1997, 335 p. [détail des éditions] (ISBN 2-7384-6186-7, présentation en ligne).
- (en) Cyrille Toumanoff « The Fifteenth-Century Bagratids and the institution of the collegial sovereignty in Georgia ». Consulté le 18 janvier 2014.